# Les Fâcheux

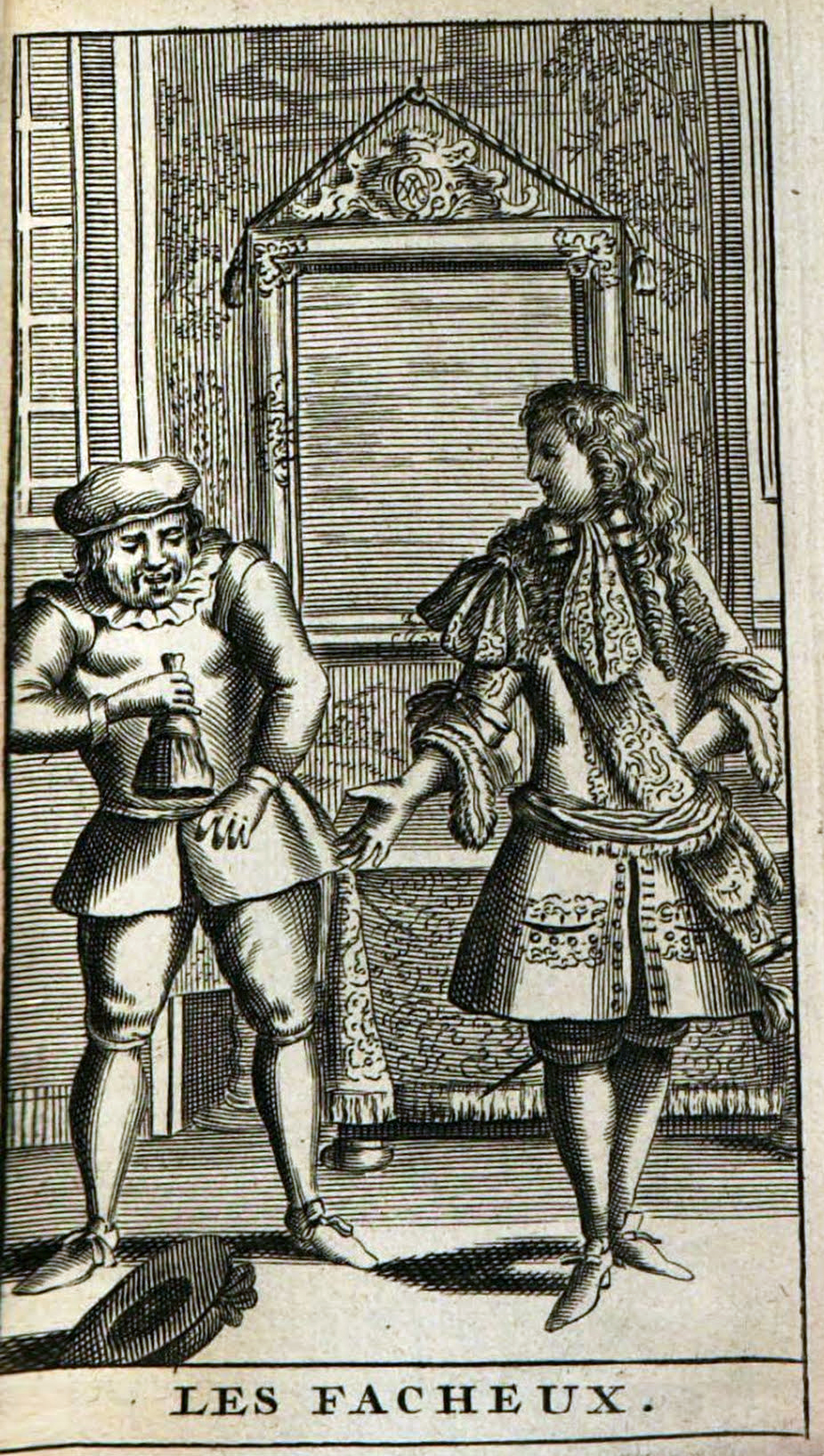
Frontispice de l'édition de 1682.

Les Fâcheux est une comédie-ballet en trois actes et en vers de Molière, commandée par Nicolas Fouquet pour la fête qu'il donne pour le divertissement de Louis XIV en son château de Vaux-le-Vicomte au mois d'août 1661. La musique et la chorégraphie sont de Pierre Beauchamps, l'air de « la Courante » est signé par Jean-Baptiste Lully,, compositeur préféré du roi. C'est la toute première comédie-ballet au monde de l'histoire. Elle marque aussi le début de la collaboration entre Molière et Beauchamps qui durera douze ans. En 1672, la pièce est reprise par La Comédie-Française avec la musique (perdue) composée par Marc-Antoine Charpentier. Le poète Paul Pellisson en a écrit le prologue.
Selon Molière dans son édition de 1662, « jamais entreprise au théâtre ne fut aussi précipitée que celle-ci ; et c'est une chose je crois toute nouvelle qu'une comédie ait été conçue, faite, apprise, et représentée en quinze jours. »
Le roi lui-même, lisant le manuscrit de la pièce, pensa à un fâcheux que Molière n'avait pas représenté : le chasseur, calqué sur M. de Soyecourt, Grand Veneur, connu pour ses récits de chasse assommants. Le dramaturge, averti, modifia la pièce en conséquence ; cet épisode inaugurera une recette à succès de Molière consistant à impliquer le roi dans le processus de création, ou du moins, à en donner l'impression à celui-ci, et surtout, attire l'attention du monarque sur le dramaturge.
La première représentation est donnée le 17 août 1661 dans le parc du château de Vaux-le-Vicomte, par la troupe de Molière, à l'occasion de la célèbre et fastueuse fête donnée par le surintendant Fouquet en l'honneur de Louis XIV. Elle est ensuite représentée en public à Paris le 4 novembre 1661, au Théâtre du Palais-Royal. La musique et les ballets sont de Pierre Beauchamps, les décors de Giacomo Torelli.
La pièce sera un succès et sera jouée 106 fois du vivant de Molière.

## Résumé
Molière remplit ses trois actes d’un défilé de toutes sortes de fâcheux empêchant Éraste de parler à Orphise dont il est amoureux, et dont il obtiendra la main à la fin du 3e acte. Il y a au total dix fâcheux, huit hommes (dont un, Alcidor, n'apparaît que pendant quelques secondes et ne parle pas) et deux femmes. Les huit personnages masculins fâcheux ont tous été joués par Molière quand la pièce a été représentée à Vaux-le-Vicomte et plus tard à Paris.
La pièce est précédée d'un prologue mythologique écrit par le poète Paul Pellisson, chef de cabinet de Fouquet, rendant hommage au roi. Le prologue est suivi par un intermède dansé : une naïade sortant des eaux dans une coquille pour chanter les louanges du roi, puis des dryades et faunes.
A la fin de chaque acte, un épisode dansé répond à la comédie en faisant apparaître de nouveaux fâcheux.
Acte I
Alcidor : silencieux, il n'apparaît que quelques instants.
Lysandre : artiste qui présente à Éraste sa composition musicale pour une nouvelle danse nommée «la Courante». L'air est signé par Lully.
Alcandre : duelliste qui demande à Éraste de l'assister pour un duel. C'est l'occasion pour Molière d'en rappeler l'interdit formel édicté par Louis XIV.
Fin de l'acte I, ballet, deux entrées : des joueurs de mail puis des curieux
Acte II
Alcipe : joueur de cartes malheureux qui raconte à Éraste sa déconvenue au jeu de piquet (ancêtre de la belote).
Orante et Clymène : qui demandent à Éraste de les départager au sujet de leur querelle concernant les qualités du meilleur amant.
Dorante : chasseur qui raconte à Éraste sa partie de chasse à courre gâchée.
Fin de l'acte II, ballet, quatre entrées : des joueurs de boules, des frondeurs, des savetiers et savetières puis un jardinier
Acte III
Caritidès : savant qui demande à Éraste de porter au roi sa requête pour une charge de contrôleur de l'orthographe.
Ormin : économiste qui demande à Éraste de soutenir auprès du roi son projet de taxes portuaires sur les côtes françaises.
Filinte : ami d'Eraste qui veut l'accompagner partout afin de lui éviter une mésaventure.
Damis : oncle et tuteur d'Orphise qui s'oppose à la cour d'Éraste, et finalement lui accordera sa main après avoir été sauvé d'une embuscade par Eraste.
Fin de l'acte III, ballet, deux entrées : des gardes suisses qui chassent les fâcheux puis quatre bergers et une bergère

## Distribution

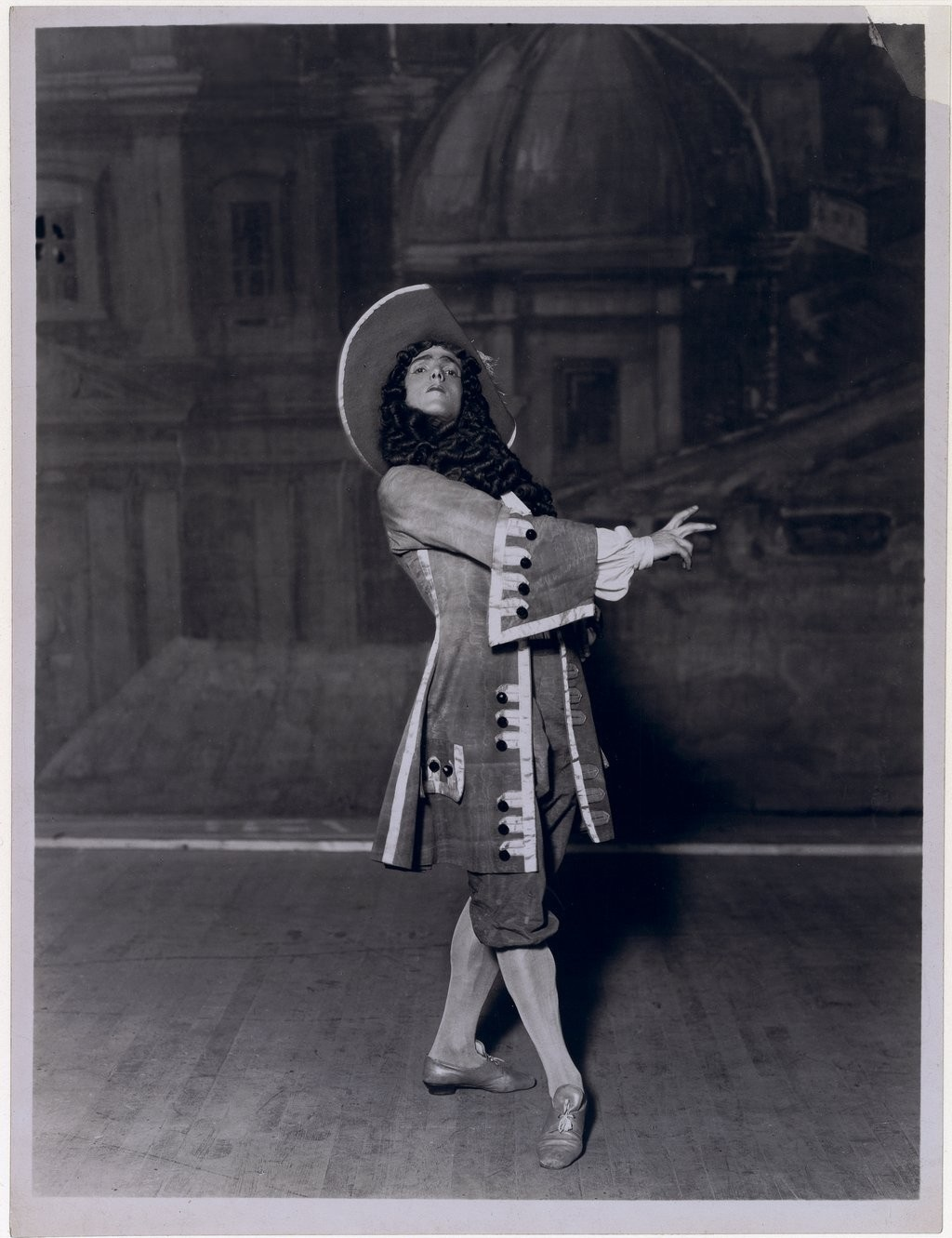
Léonide Massine comme Éraste, en 1924 (photographie de Sasha).

| Acteurs ayant créé les rôles |                |
| Personnage                   | Acteur         |
| Éraste, amoureux d’Orphise   | La Grange      |
| La Montagne, valet d’Éraste  | Du Parc        |
| Orphise                      | Armande Béjart |
| Alcidor, fâcheux             | Molière        |
| Lysandre, fâcheux            | Molière        |
| Alcandre, fâcheux            | Molière        |
| Alcippe, fâcheux             | Molière        |
| Orante                       | Mlle de Brie   |
| Clymène                      | Mlle du Parc   |
| Dorante, fâcheux             | Molière        |
| Caritidès, fâcheux           | Molière        |
| Ormin, fâcheux               | Molière        |
| Filinte, fâcheux             | Molière        |
| Damis, tuteur d’Orphise      | L'Espy         |
| L’Espine, valet de Damis     |                |
| La Rivière et deux camarades |                |

## Autre version
En 1924, Bronislava Nijinska crée une nouvelle version des Fâcheux pour les Ballets russes, sur une musique de Georges Auric et des décors et costumes de Georges Braque.
Durant l'été 2022, Julia de Gasquet, comédienne et docteure en littérature et arts du spectacle (Paris-Sorbonne, spécialiste du théâtre du XVIIe siècle) met en scène Les Fâcheux au château de Grignan dans le cadre des « Fêtes Nocturnes de Grignan », commémorant ainsi le quadricentenaire de la naissance de Molière. En s’associant aux meilleurs spécialistes et chercheurs, son projet a un double objectif historique et scientifique : retrouver l’essence du théâtre baroque tel qu’il existait sous Louis XIV. Pour ces représentations, le rôle des fâcheux, créé par Molière, est joué par Thomas Cousseau.

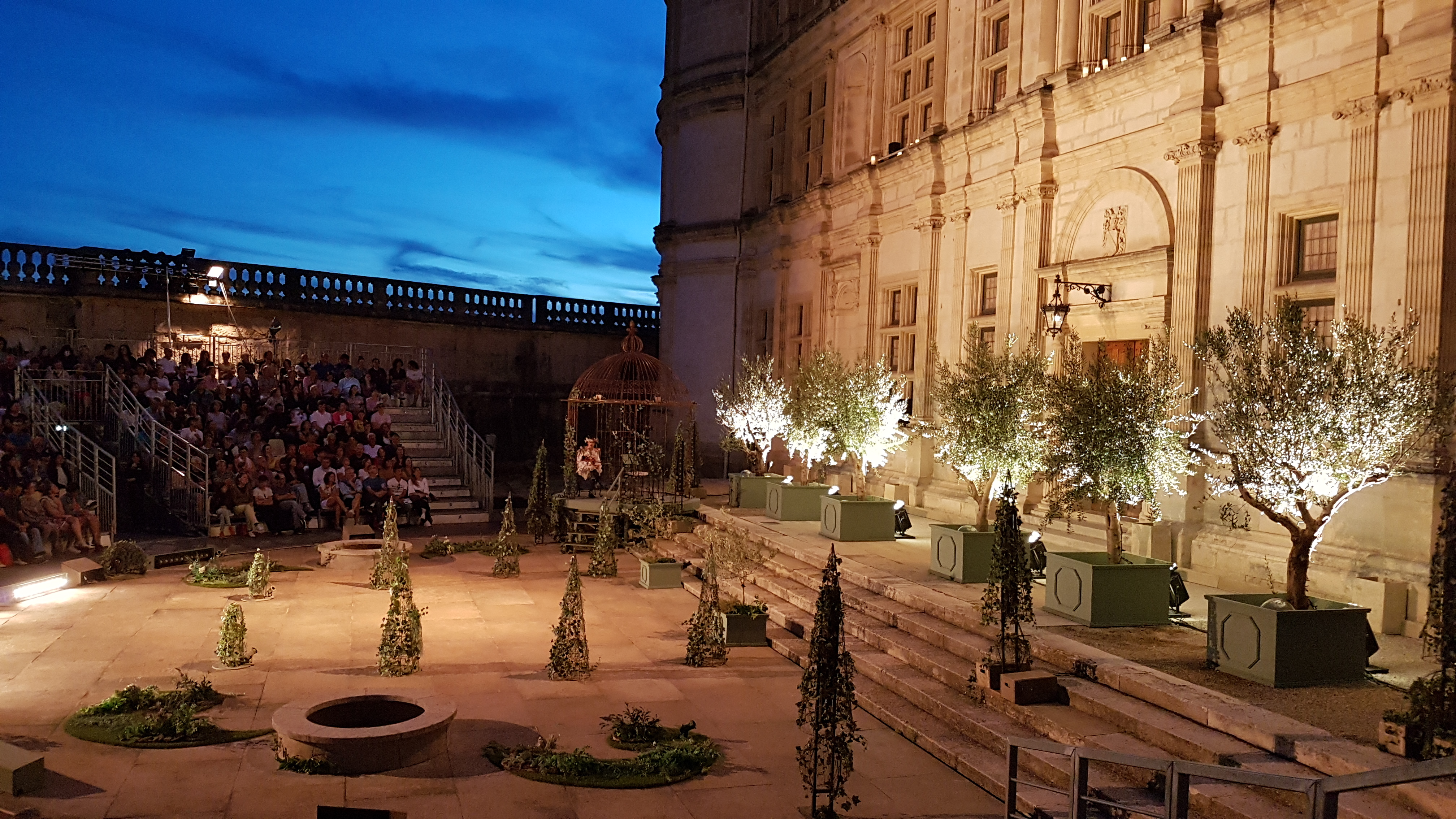
Fêtes Nocturnes de Grignan 2022.

### Musique
- Pierre Beauchamp, Ballet des Fâcheux. Musique pour la comédie de Molière (1661), édition critique de Matthieu Franchin, Versailles, Éditions du Centre de Musique Baroque de Versailles, 2023.